# 博夫朗
博夫朗（法語：Bofflens）是瑞士联邦西部法语区的沃州下设的一个市镇。在行政上属于沃州北汝拉区管辖。博夫朗的总面积为4.22平方公里。截至2007年，总人口为171。

## 历史
博夫朗最早的文献记载见于1007年，写作Bofflenis。1011年的一份文献则写作Boflinges。